# Brendan Iribe

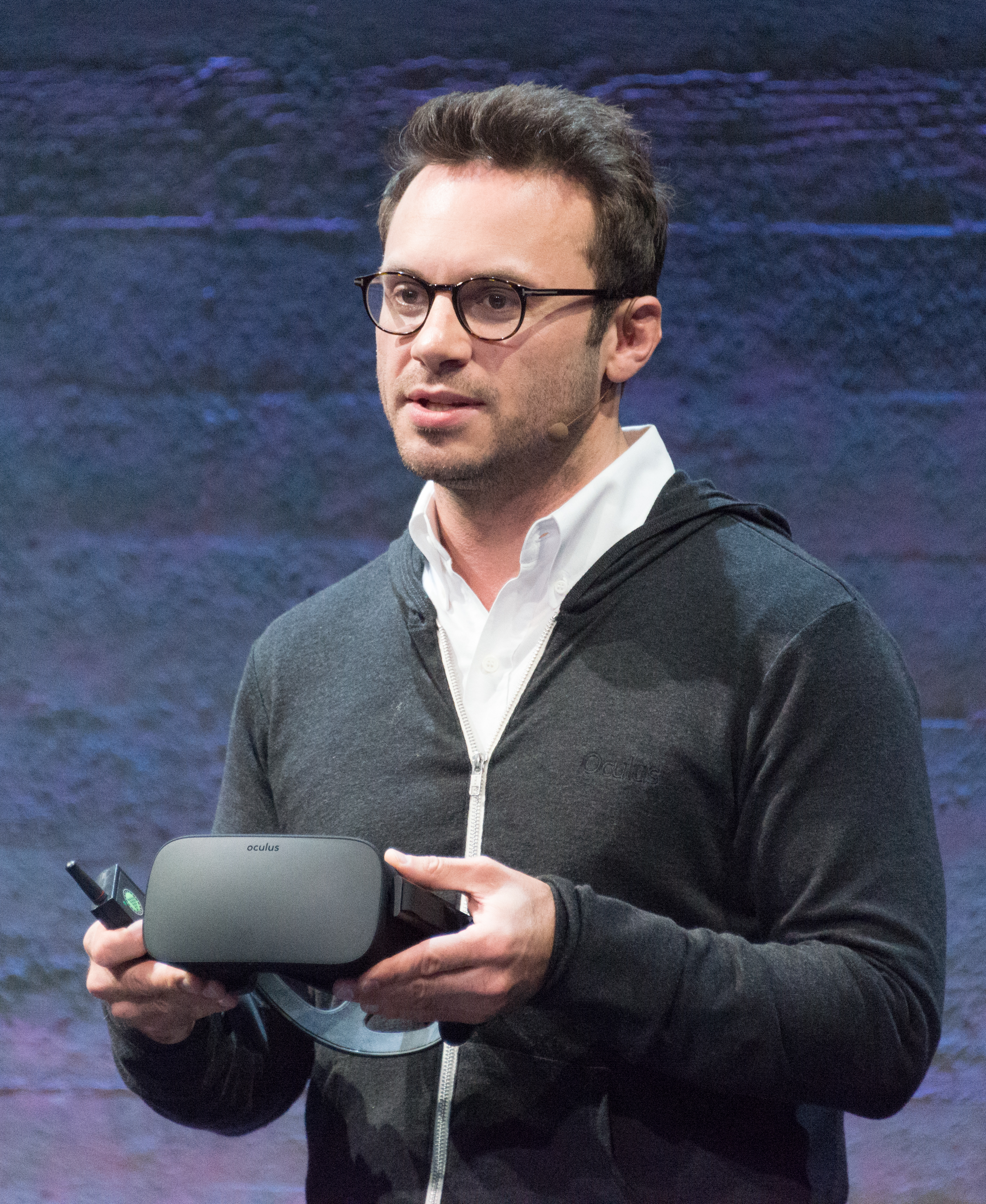
Brendan Iribe 2015

Brendan Trexler Iribe (* 12. August 1979 in Columbia) ist ein US-amerikanischer Unternehmer und Autorennfahrer.

## Ausbildung und Unternehmer
Brendon Iribe besuchte die Atholton High School in Columbia und studierte danach Informatik an der University of Maryland in College Park. Er arbeitete als Programmierer von Computerspielen und war an der Entwicklung von Civilization IV beteiligt.
Brendon Iribe ist Mitgründer von Oculus VR, einem Unternehmen, das das Virtual-Reality-Headset Oculus Rift entwickelte. 2014 kaufte die Facebook Inc. Oculus VR für rund 400 Millionen US-Dollar. Einen Teil des Verkaufserlöses investierte Iribe in das Brendan Iribe Center for Computer Science and Engineering, eine Ausbildungsstätte für Formen der virtuellen Realität. Außerdem spendete er seiner Alma Mater 31 Millionen US-Dollar.

## Karriere als Rennfahrer
Brendon Iribe begann 2019 mit dem Motorsport, mit dem Ziel einmal am 24-Stunden-Rennen von Le Mans teilnehmen zu können. 2020 startete er in der britischen GT-Meisterschaft, fuhr im Michelin Le Mans Cup und beendete die GT3-Klasse der International GT Open an der fünften Stelle.

## Statistik

### Le-Mans-Ergebnisse
| Jahr | Team             | Fahrzeug             | Teamkollege   | Teamkollege         | Platzierung | Ausfallgrund |
| ---- | ---------------- | -------------------- | ------------- | ------------------- | ----------- | ------------ |
| 2021 | Inception Racing | Ferrari 488 GTE Evo  | Ollie Millroy | Ben Barnicoat       | Rang 41     |              |
| 2022 | Team Project 1   | Porsche 911 RSR-19   | Ollie Millroy | Ben Barnicoat       | Ausfall     | Unfall       |
| 2024 | Inception Racing | McLaren 720S GT3 Evo | Ollie Millroy | Frederik Schandorff | Rang 40     |              |

### Sebring-Ergebnisse
| Jahr | Team             | Fahrzeug             | Teamkollege   | Teamkollege         | Platzierung | Ausfallgrund |
| ---- | ---------------- | -------------------- | ------------- | ------------------- | ----------- | ------------ |
| 2022 | Inception Racing | McLaren 720S GT3     | Ollie Millroy | Jordan Pepper       | Rang 27     |              |
| 2023 | Inception Racing | McLaren 720S GT3 Evo | Ollie Millroy | Frederik Schandorff | Rang 25     |              |
| 2024 | Inception Racing | McLaren 720S GT3 Evo | Ollie Millroy | Frederik Schandorff | Rang 35     |              |
| 2025 | Inception Racing | Ferrari 296 GT3      | Ollie Millroy | Frederik Schandorff | Rang 30     |              |

### Einzelergebnisse in der FIA-Langstrecken-Weltmeisterschaft
| Saison | Team             | Rennwagen            | 1   | 2   | 3   | 4   | 5   | 6   | 7   | 8   |
| ------ | ---------------- | -------------------- | --- | --- | --- | --- | --- | --- | --- | --- |
| 2021   | Inception Racing | Ferrari 488 GTE      | SPA | POR | MON | LEM | BAH | BAH |     |     |
| 2021   | Inception Racing | Ferrari 488 GTE      | 41  |     |     |     |     |     |     |     |
| 2022   | Team Project 1   | Porsche 911 RSR      | SEB | SPA | LEM | MON | FUJ | BAH |     |     |
| 2022   | Team Project 1   | Porsche 911 RSR      | 24  | DNF | DNF | 31  |     |     |     |     |
| 2024   | Inception Racing | McLaren 720S GT3 Evo | KAT | IMO | SPA | LEM | SAO | AUS | FUJ | BAH |
| 2024   | Inception Racing | McLaren 720S GT3 Evo | 40  |     |     |     |     |     |     |     |